# コミッショナー特別表彰
コミッショナー特別表彰（コミッショナーとくべつひょうしょう、Commissioner's Historic Achievement Award）は、MLBにおいて歴史的偉業や功績を残した個人やグループに贈られる賞。この賞は定期的なものではなくMLBの最高責任者であるコミッショナーの自己判断によるものであり、受賞者にはティファニー社が制作した金色の野球ボールをモチーフにしたトロフィーが贈られる。
現在までバド・セリグ(第9代MLBコミッショナー)によって、選手12回、チーム1回、非選手に2回、ロブ・マンフレッド(同・第10代)によって選手1回の計16回贈られている。1998年のシーズンにおいて、当時の本塁打記録更新争いを繰り広げたマーク・マグワイアとサミー・ソーサが初の受賞者となった。
日本人の受賞者としてはMLB歴代最多のシーズン262安打を放ったイチロー(2005年受賞)と投打の二刀流で活躍した大谷翔平(2021年受賞)がいる。

## 受賞者一覧
| 受賞者・受賞年                      | イメージ | 功績・受賞理由 | 脚注                 |
| ----------------------------------- | -------- | --- | -------------------- |
| マーク・マグワイア 1998年受賞       |          | マグワイアは、1998年シーズンにシカゴ・カブスのソーサとともに、それまでのMLBの本塁打記録であったロジャー・マリスが1961年に記録した61本を超える熾烈な本塁打争いをした功績を称えられて初の受賞者となった。四球（162）、出塁率（.470）、長打率（.752）でリーグトップの成績を残し、本塁打は最終的に70本に達し37年ぶりに新記録を更新した。この記録で1シーズンに60本塁打以上を放った3番目の選手となった。マグワイアはその後も本塁打を重ね583本塁打でキャリアを終えた。 | [ 2 ] [ 3 ] [ 4 ]    |
| サミー・ソーサ 1998年受賞           |          | 1998年シーズンはソーサとマーク・マグワイアの本塁打争いでナショナルリーグ中地区に注目が集まった。ソーサの所属するシカゴ・カブスはマグワイアの所属するセントルイス・カージナルスを破った。中地区は102勝したヒューストン・アストロズが地区優勝したが、カブスは90勝で地区2位となりナショナルリーグのワイルドカードを勝ち取った。本塁打では66本とマグワイアに敗れたものの打点（158）、得点（134）でリーグトップの成績を残し、同賞とMVPを受賞した。ソーサはその後も本塁打を量産しシーズン60本塁打以上を3度記録した。これは現在のMLB記録となっている。                                                 | [ 5 ] [ 6 ]          |
| トニー・グウィン 2001年受賞         |          | グウィンはデビューから引退までの20年をサンディエゴ・パドレスでプレー。20年間で首位打者8回、オールスター選出15回、ゴールドグラブ賞5回を獲得した。1994年には打率.394と1941年以来最高打率を記録するなど、デビューした1982年を除きシーズン打率が.300を切ることはなかった。2001年を最後に通算打率.338、3141安打の記録を残して引退。安打数は歴代18位にランクしている。2007年に殿堂入りを果たした。 | [ 7 ] [ 8 ]          |
| カル・リプケン・ジュニア 2001年受賞 |          | リプケンは、今まで不滅の記録と思われていたルー・ゲーリッグの持つ2,130試合連続出場の記録を打ち破った。鉄の馬（Iron Horse）と呼ばれていたゲーリッグにあやかって、彼の耐久性は「鉄人（Iron Man）」と呼ばれた。最終的にその記録を2,632試合まで延ばしキャリアを終えた。 リプケンはボルチモア・オリオールズで21年プレーし、遊撃手として431本塁打を記録している。2007年に殿堂入りを果たした。 | [ 9 ] [ 10 ]         |
| シアトル・マリナーズ 2001年受賞     |          | コミッショナー特別表彰において唯一の個人以外での受賞。2000年シーズン終了後マリナーズは、遊撃手アレックス・ロドリゲスをテキサスレンジャーズに放出。 代わりにNPBのオリックス・ブルーウェーブから外野手イチローを加えて、2001年のマリナーズは116勝46敗の記録で地区優勝。2位のオークランド・アスレチックスと14ゲーム差をつけた。 1シーズン116勝を記録したのは1906年のシカゴ・カブス以来。イチローは、ルーキー・オブ・ザ・イヤー 、リーグトップの打率.350、盗塁56を記録し、アメリカンリーグのMVPに選出された。その後マリナーズはリーグチャンピオンシップシリーズでニューヨーク・ヤンキースに敗れた。 | [ 11 ] [ 12 ]        |
| バリー・ボンズ 2002年受賞           |          | ボンズは、2001年シーズンに73本塁打を打ちMLBワンシーズンのホームラン記録を塗り替えた。 この記録は同賞の受賞者であるマーク・マグワイアが1998年に記録した70本塁打を超える記録となった。また、四球（177）、出塁率（.515）、長打率（.863）でリーグトップの成績を残した。このうち四球と長打率はベーブ・ルースによって作られた記録を更新した。その後もボンズは本塁打を量産しハンク・アーロンの持っていた歴代本塁打記録755本を塗り替えた。 | [ 2 ] [ 13 ] [ 14 ]  |
| リッキー・ヘンダーソン 2002年受賞   |          | プロ生活25年で9チームを渡り歩き数々のMLB歴代記録とシーズン記録を更新した。歴代得点（2295得点）、歴代盗塁（1406盗塁）、シーズン最多盗塁（130盗塁）、先頭打者本塁打（81本）の記録を保持している。ヘンダーソンは、1979年20歳でオークランド・アスレチックスからデビュー、2003年までの25年間プレーし、44歳の時ロサンゼルスドジャーズを最後に引退。MLBから去った後もいくつかの独立リーグチームでプレーし続けた。2009年に殿堂入りを果たした。 | [ 15 ] [ 16 ]        |
| ロジャー・クレメンス 2004年受賞     |          | クレメンスは彼のキャリアで7つのサイヤング賞を獲得（賞の贈呈時で6つ）。シーズン20勝以上を6度記録（シーズン最高記録は1986年の24勝）。キャリア通算354勝の記録を残した。クレメンスは4,000奪三振を記録した4番目の投手となり、最終的に4672奪三振の記録は歴代3位。24年でオールスターゲームに10度選出された。 | [ 17 ] [ 18 ]        |
| イチロー 2005年受賞                 |          | イチローは2004年シーズン、二度と破られることはないとされていた記録（Unbreakable Records）の一つを破った。262安打を放ち1920年にセントルイス・ブラウンズのジョージ・シスラーが記録した257安打を84年ぶりに更新した。この年のイチローは打率.372、打席（704）、打数（762）と敬遠四球(19)でリーグトップを記録。同時に262安打のうち単打を225本放ち、1898年にウィリー・キーラーが記録した206単打を106年ぶりに更新。こちらもMLB記録となった。 | [ 11 ] [ 19 ] [ 20 ] |
| ロベルト・クレメンテ 2006年受賞     |          | クレメンテは、コミッショナー特別表彰唯一の死後の受賞者となっている。キャリア4度の首位打者、1度のMVP、ゴールドグラブ賞を12回受賞、そして1972年シーズン（9月30日）に3000本安打を達成した。不慮の事故による死後、殿堂入りを果たした。クレメンテは彼の17シーズンの輝かしい成績とともに、彼が生前行ってきた慈善活動も認められての受賞となった。 | [ 21 ] [ 22 ]        |
| レイチェル・ロビンソン 2007年受賞   |          | ロビンソン（有色人種のMLB選手としての先駆者となったジャッキー・ロビンソンの妻）は、コミッショナー特別表彰唯一の女性、そして史上初の非選手となっている。彼女の「夫の遺産に対する貢献と犠牲」に敬意を表し、セリグはジャッキー・ロビンソン財団を立ち上げた彼女の功績を讃えた。財団は才能を持った若者たちに奨学金の交付を行っており、これまでに1400万ドル以上を寄与した。 | [ 23 ]               |
| ケン・グリフィーJr. 2011年受賞      |          | 2010年に引退したグリフィーは、通算630本塁打を誇り、1997年にはMVPに輝き、現役ながらMLBオールセンチュリー・チームに選出された。オールスターゲーム選出は13回。セリグコミッショナーは、「彼は完璧なスウィング、輝かしく子供のように純真な守備、そして彼は最も素晴らしいプレイヤーの一人であり、シアトルとシンシナティだけでなく、世界に於ける最高の野球大使です」と評する声明を出した。2016年には史上最高の得票率で殿堂入りを果たした。 | [ 24 ] [ 25 ]        |
| マリアノ・リベラ 2013年受賞         |          | 2013年に引退したリベラは、キャリア16年で最多セーブ3度、最優秀救援投手賞も多数受賞し、MLB歴代最多記録となる通算652セーブを挙げた。キャリア全てをニューヨーク・ヤンキースで過ごし、MLB屈指・不動のクローザーとして長年チームを支えた。オールスターゲームには13度選出された。 | [ 26 ]               |
| デレク・ジーター 2014年受賞         |          | 2014年に引退したジーターは、リベラと同じくキャリア20年全てをニューヨーク・ヤンキースで過ごし、長年に渡り打撃・走塁・守備で活躍し、歴代6位となる通算3465安打を記録。またポストシーズンには16回出場し、出場試合数、安打数、得点数などで最多記録を持っている。MLBを代表する選手として知られ、オールスターゲームには14度選出された。 | [ 27 ]               |
| ビン・スカリー 2014年受賞           |          | 非選手としては史上2人目の受賞者。1982年にフォード・C・フリック賞を受賞、1995年にはアメリカ・ラジオ殿堂入りした。 |                      |
| 大谷翔平 2021年受賞                 |          | 投手として、打者として、二刀流で活躍した大谷は、投手として9勝2敗、防御率3.18、156奪三振を、打者として打率.257、46本塁打、100打点、26盗塁を記録し、1910年代後半に二刀流として活躍していたベーブ・ルースの再来と言われた。ブラディミール・ゲレーロ・ジュニアとサルバドール・ペレスと共に最後まで本塁打王争いを演じ、投手として史上初となるホームランダービーに出場した。 |                      |